# Бред Вокер
Бред Вокер (англ. Brad Walker; нар. 21 червня 1981) — американський легкоатлет, яка спеціалізувалася на стрибках з жердиною.

## Спортивні досягнення
Учасник двох олімпійських змагань зі стрибків з жердиною (2008, 2012): у 2012 потрапив до фінальних змагань, проте не зміг взяти початкової висоти, а у 2008 не зміг подолати кваліфікаційний раунд.
Чемпіон світу зі стрибків з жердиною (2007). Срібний призер чемпіонату світу зі стрибків з жердиною (2005). Фіналіст (4-е місце) чемпіонату світу зі стрибків з жердиною (2013).
Чемпіон світу в приміщенні зі стрибків з жердиною (2006). Срібний (2008) та бронзовий (2012) призер чемпіонатів світу в приміщенні зі стрибків з жердиною.
Чемпіонка США зі стрибків з жердиною (2005, 2007, 2009, 2012, 2013). Чемпіон Австралії зі стрибків з жердиною (2007).
Чемпіонка США в приміщенні зі стрибків з жердиною (2005, 2006, 2008, 2012).